# Gas pobre

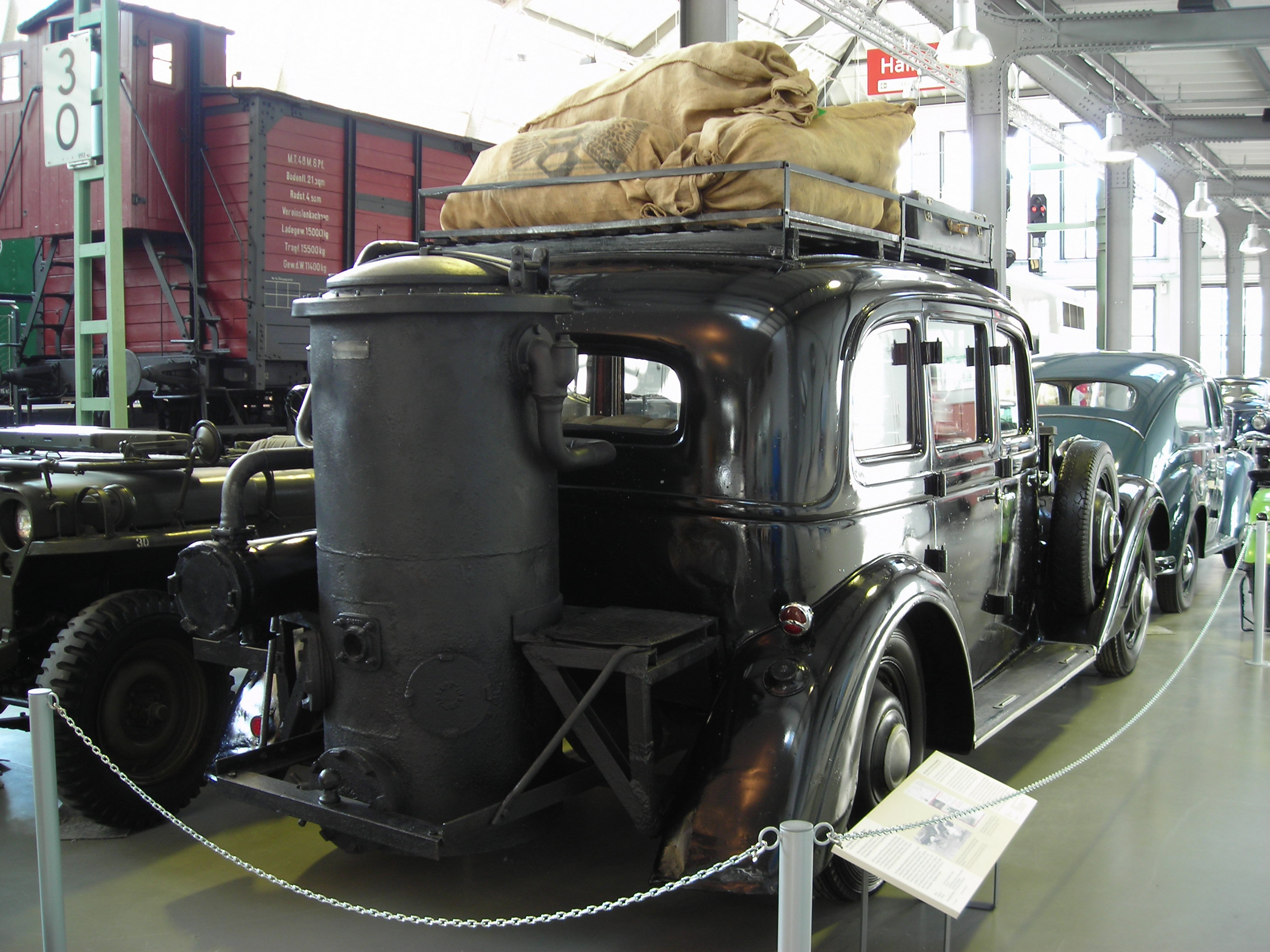
Adler Diplomat en la Segunda Guerra Mundial con gasógeno.

El gas pobre, gas de gasógeno, gas de aire o gas producto (del inglés, producer gas) es un gas combustible que se produce principalmente por gasificación continua de diversos combustibles sólidos o líquidos mediante aire o una mezcla de aire saturado en vapor de agua y está formado principalmente por monóxido de carbono (CO) e hidrógeno, si se utiliza vapor de agua en el proceso. El gas pobre es similar a otros tipos de gases, tales como el gas de síntesis, el gas de coque o el gas de agua. Este gas se utilizó principalmente como combustible industrial para la fabricación de hierro y acero, en hornos de coque y altos hornos, en hornos de cemento y cerámica, o para la obtención de energía mecánica en motores de gas. Posee un bajo poder calorífico (de ahí su denominación), pero es barato de producir en grandes cantidades.
En Estados Unidos, el gas pobre también puede recibir otros nombres basados en el combustible utilizado para su producción, como por ejemplo gas de madera. En el Reino Unido, el gas pobre se conoce generalmente como suction gas (literalmente, gas de succión). El término succión se refiere a la forma en que un motor de combustión interna aspira el aire desde el gasógeno.

## Fugas de gas
Los escapes de un gas inflamable fuera de la estructura que lo contiene son peligrosos, pues ese gas podría producir una grave deflagración al entrar en contacto con una llama.

## Obtención y reacciones químicas
El gas de madera se produce en gasificadores y se utiliza para calentar hornos, pero el gas generado contiene alquitranes que requieren depuración para su uso en otras aplicaciones. Dependiendo del combustible, se producen una variedad de contaminantes que se condensarán a medida que el gas se enfríe. Cuando el gas pobre se utiliza para impulsar automóviles y barcos, se suele emplear la denominación gas de gasógeno y es necesario depurarlo para eliminar las sustancias que pueden condensarse y obstruir los carburadores y las líneas de gas. La antracita y el coque son los combustibles preferidos para uso automotriz, ya que producen menor cantidad de contaminantes y cenizas que la leña u otras sustancias carbonosas, lo que permite el uso de depuradores más pequeños y livianos.
Tanto la formación del monóxido de carbono a partir del carbón, como del hidrógeno a partir del agua, son reacciones endotérmicas, por lo que el proceso comienza haciendo pasar aire por el lecho de combustible carbonoso incandescente: 
{\displaystyle {\ce {C + O2 -> CO2}}}       ΔHº = -393,5 kJ/mol  (-94,1 kcal/mol) 
Esta energía desprendida es suficiente para que se inicien las reacciones de formación del monóxido de carbono, que puede obtenerse de dos maneras posibles, una endotérmicas y otra exotérmica: 
{\displaystyle {\ce {CO2 + C -> 2CO}}}    ΔHº = 172,5 kJ/mol  (41,2 kcal/mol)
{\displaystyle {\ce {2C + O2 -> 2CO}}}   ΔHº = -110,5 kJ/mol  (-58,8 kcal/mol)
Si se introduce vapor de agua junto con el aire, también se obtiene hidrógeno. Pueden darse dos posibles reacciones, ambas endotérmicas
{\displaystyle {\ce {C + H2O -> H2 + CO}}}    ΔHº = 131,3 kJ/mol  (31,4 kcal/mol)
{\displaystyle {\ce {C + 2H2O -> 2H2 + CO2}}}   ΔHº = 90,1 kJ/mol  (21,5 kcal/mol)
Como resultado final de este conjunto de reacciones químicas producidas en el gasificador y puesto que se utiliza aire, en lugar de oxígeno puro, se obtiene una mezcla de gases combustibles junto con nitrógeno y un pequeño exceso de dióxido de carbono que no ha reaccionado. Estos dos últimos gases no son combustibles, lo que hace que el poder calorífico del gas pobre por kilogramo sea menor de lo esperado. Según Latta, la composición media del gas es: CO2: 5,8%; O2: 1,3%; CO: 19,8%; H2: 15,1%; CH4: 1,3%; N2: 56,7%, es decir menos del 40% es gas combustible. Generalmente, el producto se somete a una etapa de limpieza, para eliminar el alquitrán, tras lo cual, el gas puede utilizarse para impulsar turbinas de gas (que sean adecuadas para combustibles de bajo poder calorífico), motores de encendido provocado (donde es posible reemplazar el combustible al 100% por gasolina) o motores diésel de combustión interna (donde el 15% al 40% del requerimiento original de combustible diésel todavía se usa para encender el gas). Durante la Segunda Guerra Mundial en Gran Bretaña, se construyeron reactores en forma de remolques para ser arrastrados por vehículos comerciales, especialmente autobuses, para suministrar gas como reemplazo del combustible de gasolina (gasolina). Se logró una autonomía de aproximadamente 80 millas por cada carga de antracita.
En películas e historias antiguas, al describir el suicidio "encendiendo el gas" y dejando la puerta de un horno abierta sin encender la llama, se hacía referencia al gas de carbón o gas ciudad. Como este gas contiene una cantidad importe de monóxido de carbono, es bastante tóxico. La mayor parte del gas de ciudad también estaba olorizada, si es que no tenía su propio olor. El gas natural que se usa en los hogares es mucho menos tóxico, aunque se le suele agregar un mercaptano, que posee un olor característico, para detectar posibles fugas.

## Otras denominaciones
Se utilizan diversos nombres para las variedades de gas pobre, generalmente según la fuente de combustible, el proceso o el uso final, que incluyen:
- Gas de gasógeno: Gas pobre obtenido en un gasógeno para impulsar automóviles.
- Gas de aire: Producido a partir de diversos combustibles por combustión parcial con aire. El gas de aire está formado principalmente por nitrógeno del aire utilizado, monóxido de carbono y una pequeña cantidad de hidrógeno. Este término no se usa comúnmente y tiende a usarse como sinónimo de gas de madera.
- Gas producto: Gas de aire modificado por inyección simultánea de agua o vapor para mantener una temperatura constante y obtener un poder calorífico mayor mediante el enriquecimiento del gas de aire con hidrógeno. El uso actual a menudo incluye gas de aire.
- Gas de madera: producido a partir de madera por combustión parcial. A veces se usa en un gasógeno para alimentar automóviles con motores de combustión interna convencionales.

Además, existe otros gases combustibles similares:
- Gas de agua: Producido por inyección de vapor en el combustible precalentado por combustión con aire. La reacción es endotérmica, por lo que el combustible debe recalentarse continuamente para mantener la reacción. Por lo general, esto se hacía alternando el vapor con una corriente de aire. Este nombre a veces se usa incorrectamente cuando se describe el gas de agua azul carburado simplemente como gas de agua azul.

- Gas de síntesis o sintegás: generalmente se refiere a procesos industriales modernos, como reformado de gas natural, producción de hidrógeno y procesos para la producción sintética de metano y otros hidrocarburos.

- Gas de alumbrado o gas ciudad: cualquiera de los gases fabricados anteriormente, incluido el gas de producción que contiene suficientes hidrocarburos para producir una llama brillante con fines de iluminación, originalmente producido a partir del carbón, para la venta a consumidores y municipios.

## Usos y ventajas del gas pobre
- Se usa en horno. Cuando los hornos son grandes, no se requiere limpieza del gas, etc. Cuando el horno es pequeño, es necesaria la limpieza para evitar que los quemadores pequeños se atasquen. En motores de gas, se requiere utilizar el gas limpio.
- No hay pérdidas debidas al humo ni a la corriente de convección.
- La cantidad de aire requerida para la combustión del gas pobre no está muy por encima de la cantidad teórica, mientras que la para quema de combustible sólido se precisa una cantidad mucho mayor que la teórica. Por tanto, en el caso de los combustibles sólidos, la mayor cantidad de gases de combustión requiere mayor calor sensible y, por lo tanto, hay mayores pérdidas de calor.
- El gas pobre se transporta más fácilmente que el combustible sólido.
- Los hornos de gas se pueden mantener a una temperatura constante.
- Con gas, se puede obtener una llama oxidante y reductora.
- Las pérdidas de calor debidas a la conversión de combustible sólido en gas pobre se pueden recuperar de manera económica,
- El gas pobre puede producirse incluso con combustibles de menor calidad.